# Кармазинов, Феликс Владимирович
Феликс Владимирович Кармазинов (6 октября 1943 ― 13 июня 2019) ― советский и российский хозяйственный и общественный деятель, почётный гражданин города Кронштадта (2004), почётный гражданин Санкт-Петербурга (2005), лауреат Государственной премии Российской Федерации в области науки и техники (2002). Директор Водоканала Санкт-Петербурга (1987—2016). Заслуженный инженер России.

## Биография
Родился 6 октября 1943 года в Кронштадте, Ленинградской области. В 1966 году завершил обучение в Ленинградском институте водного транспорта. В 1982 году закончил учёбу в Ленинградской Высшей партийной школе. Защитил диссертацию на соискание степени доктора технических наук, профессор.
С 1966 по 1974 годы трудился мастером, затем старшим мастером, позже выполнял обязанности заместителя начальника цеха на Морском заводе в городе Кронштадте.
С 1974 по 1977 годы руководил Кронштадтским филиалом швейного объединения «Маяк».
С 1977 по 1983 годы занимал высокий пост первого заместителя председателя Исполкома Кронштадтского районного совета, затем был назначен вторым секретарём райкома КПСС. С 1983 по 1987 годы выполнял обязанности председателя Исполкома Кронштадтского совета народных депутатов.
В 1987 году ему было доверено право возглавить Управление водопроводно-канализационного хозяйства «Водоканал» Ленинградского городского исполкома, позднее предприятие было преобразовано в ГУП «Водоканал Санкт-Петербурга». До августа 2016 года Феликс Владимирович работал в должности генерального директора ГУП «Водоканал Санкт-Петербурга».
В 2004 году решением органов власти Кронштадта был удостоен почётного звания «Почётный гражданин Кронштадта». В 2005 году ему присвоено звание «Почётный гражданин Санкт-Петербурга».
С 2015 года регулярно входил в первую сотню рейтинга рублёвых миллиардеров Санкт-Петербурга по версии «Делового Петербурга». Является автором и соавтор 100 научных работ, имеет 69 патентов и авторских свидетельств. Избирался депутатом VI созыва Законодательного Собрания Санкт-Петербурга.
Воспитал дочь Янину. Проживал в городе Санкт-Петербург. Умер 13 июня 2019 года. Похоронен на Кронштадтском городском кладбище.

## Награды и звания
- Орден За заслуги перед Отечеством IV степени (6 августа 2009 года) — за достигнутые трудовые успехи и многолетнюю добросовестную работу[8].
- Орден Александра Невского (13 ноября 2018 года) — за достигнутые трудовые успехи и многолетнюю добросовестную работу[9].
- Орден Почёта (16 ноября 1998 года) — за заслуги перед государством, многолетний добросовестный труд и большой вклад в укрепление дружбы и сотрудничества между народами[10].
- Орден Дружбы (8 августа 2005 года) — за достигнутые трудовые успехи и многолетнюю добросовестную работу[11].
- Почётная грамота Президента Российской Федерации (12 марта 2014 года) — за достигнутые трудовые успехи, многолетнюю плодотворную работу, активную законотворческую деятельность[12].
- Государственная премия Российской Федерации 2001 года в области науки и техники (5 августа 2002 года) — за создание и внедрение экологически безопасного технологического комплекса по обработке и утилизации осадков сточных вод[13].
- Кавалер национального ордена «За заслуги» (2000, Франция).
- Кавалер командорского креста I класса ордена Льва Финляндии (Финляндия).
- Почётный гражданин Санкт-Петербурга (2005).
- Знак отличия «За заслуги перед Санкт-Петербургом» (2004)[14]
- Почётный гражданин Кронштадта (2004).
- Заслуженный инженер России.
- Почётный работник ЖКХ Российской Федерации.
- Почётный член Российской академии архитектуры и строительных наук[15].